# Michał Jackiewicz
Michał Jackiewicz (ur. 9 sierpnia 1951 w Barlinku) – polski dowódca wojskowy, generał brygady w stanie spoczynku.

## Wykształcenie
- 1965–1970 – Technikum Mechaniczne w Barlinku;
- 1971–1975 – Wyższa Szkoła Oficerska Wojsk Obrony Przeciwlotniczej w Koszalinie;
- 1987 – Akademia Sztabu Generalnego WP;
- 1994 – Studia podyplomowe na Politechnice Wrocławskiej na kierunku zarządzania i informatyki;
- 1998 – Podyplomowe Studia Operacyjno-Strategiczne na Wydziale Strategiczno-Obronnym Akademii Obrony Narodowej.

## Przebieg służby wojskowej
- 1975–1991 – 61 Brygada Artylerii WOPL w Skwierzynie;
  - dowódca plutonu;
  - dowódca baterii;
  - szef sztabu dywizjonu;
  - od 1987 roku – starszy oficer operacyjny sztabu brygady;
  - szef wydziału operacyjnego – zastępca szefa sztabu brygady;
- 1991–1996 – dowódca 128. Pułku Artylerii Przeciwlotniczej 4 Pomorskiej Dywizji Zmechanizowanej w Czerwieńsku;
- 1996–2001 – dowódca 61 Skwierzyńskiej Brygady Przeciwlotniczej;
- 2001–2003 – dowódca 61 Skwierzyńskiej Brygady Rakietowej Obrony Powietrznej;
- listopad 2003–2006 – szef Wojsk Obrony Przeciwlotniczej WLOP;
- październik 2006–sierpień 2007 – szef Wojsk Radiotechnicznych Sił Powietrznych;
- wrzesień 2007-styczeń 2009 – rezerwa kadrowa
- 31 stycznia 2009 – przeniesiony do rezerwy

## Awanse
- podporucznik – 1975
- porucznik – 1977
- kapitan – 1981
- major – 1986
- podpułkownik – 1990
- pułkownik – 1994
- generał brygady – 15 sierpnia 2003[1]

## Odznaczenia
- Krzyż Kawalerski Orderu Odrodzenia Polski
- Złoty Krzyż Zasługi
- Złoty Medal "Siły Zbrojne w Służbie Ojczyzny"
- Srebrny Medal "Siły Zbrojne w Służbie Ojczyzny"
- Brązowy Medal "Siły Zbrojne w Służbie Ojczyzny"
- Złoty Medal "Za Zasługi dla Obronności Kraju"